# 大門雅明
大門 雅明（おおかど まさあき、1982年7月9日- ）は、フリーアナウンサー。

## 来歴
大阪府大阪市と三重県伊勢市で育つ。三重県立伊勢高等学校、電気通信大学を卒業後、エフエム群馬にアナウンサーとして入社。
2013年3月でエフエム群馬を退社し、2013年4月に長崎放送へ入社。
2017年6月末をもって長崎放送を退社し、フリーアナウンサーに転身。退職直前の2017年6月11日に行われたJ2第18節・V・ファーレン長崎vsロアッソ熊本のラジオ実況を担当しており、フリー転向後も引き続きJリーグ中継に携わっている。

## 人物
- 関西出身のため、ラジオでつっこむ時などにわざと方言で喋る時がある。
- 学生時代は理系だったこともあり、科学や家電・パソコンに詳しい。ラジオではリスナーから送られてくる購入や修理の相談にしばしば応えている。
- 自宅には全録機が有り、地上波テレビは全チャンネルを24時間録画して毎日チェックしている。かつては見逃さないように、独り暮らしにもかかわらず自宅にテレビを3台置いていたらしい。
- 学生時代に高校数学の教員免許や基本情報技術者の資格を取得したが、無線技術の勉強をしていなかった。それが勿体無いと感じて、アナウンサーになってから独学で第一級陸上無線技術士を取得したらしい。そのほか防災士などの免許も持っている。
- 大学時代は音楽関係のサークルに所属して部長を務めた。「ＦＭラジオ局に入ってみて、その時の経験が大きかった」とよく話している。
- エフエム群馬時代にはニュースのための記者活動やレギュラー番組の制作も担当していた。

## 出演番組

### 長崎放送時代
テレビ
- 週刊 V・ファーレン（2015年4月-）
- 報道センターNBC（2013年4月-2015年3月）スポーツキャスター
- スポーツ中継
- ニュース

ラジオ
- ラジオ朝刊 おはようラジオ!（月）（2015年4月-）
- 情報コンビニ 午後ゴGO!!（木・金）（2015年4月-）
- 想い出の花束 〜あの日、あの時、あのメロディー〜（月～金）（2015年4月-）
- V・ファーレン長崎 ホーム戦実況中継
- さくら町ステーション　(不定期：出演アナウンサーは週替わり)

### エフエム群馬時代
- FM GUNMA MORNING PROGRAM あさnavi
- 人間力向上プログラム SPANGLE
- G☆FORCE
- 高校野球群馬大会実況中継
- EXCITING THESPA（ザスパ草津 ホーム戦実況中継）
- サタデースマイル
- モーニングスマイル